# Będziszewo
Będziszewo (deutsch Padingkehmen, 1938–1945 Padingen) ist ein Ort in der polnischen Woiwodschaft Ermland-Masuren, der zur Landgemeinde Dubeninki (Dubeningken, 1938–1945 Dubeningen) im Kreis Gołdap (Goldap) gehört.

## Geographische Lage
Będziszewo liegt im Südosten der Rominter Heide (polnisch Puszcza Romincka) westlich des Flüsschens Blinde (Błędzianka), 21 Kilometer von der Kreisstadt Gołdap (Goldap) entfernt.

## Geschichte
Bereits vor 1590 wurde der damals Podnikehmen genannte Ort gegründet. Nach 1603 hieß das Dorf Podingkemen, dann vor 1730 Badinischken, nach 1785 Badigkehmen und bis 1938 Padingkehmen. Es handelte sich um ein weit verstreut liegendes Dorf.
Zwischen 1874 und 1945 war Padingkehmen in den Amtsbezirk Dubeningken eingegliedert, der – 1939 in Amtsbezirk Dubeningen umbenannt – zum Kreis Goldap im Regierungsbezirk Gumbinnen der preußischen Provinz Ostpreußen gehörte.
Im Jahre 1910 waren in Padingkehmen 214 Einwohner angesiedelt. Ihre Zahl verringerte sich bis 1933 auf 205 und betrug 1939 nur noch 181.
Am 3. Juni 1938 erfolgte die Umbenennung in Padingen. 1945 kam das Dorf in Kriegsfolge mit dem südlichen Ostpreußen zu Polen und erhielt die Bezeichnung Będziszewo. Heute ist das Dorf ein Schulzenamt (Sołectwo) innerhalb der Gmina Dubeninki im Powiat Gołdapski. Zwischen 1975 und 1998 gehörte es zur Woiwodschaft Suwałki, heute zur Woiwodschaft Ermland-Masuren.

## Religionen
Der weitaus größte Teil der Bevölkerung Padingkehmens war vor 1945 evangelischer Konfession. Das Dorf war in das Kirchspiel der Kirche Dubeningken im Kirchenkreis Goldap innerhalb der Kirchenprovinz Ostpreußen der Evangelischen Kirche der Altpreußischen Union eingepfarrt. Die wenigen Katholiken gehörten zur Pfarrei in Goldap im Bistum Ermland.
Seit 1945 sind die Verhältnisse umgekehrt: Die mehrheitlich katholischen Kirchenglieder in Będziszewo benutzen nun die einstige evangelische Kirche in Dubeninki als ihre Pfarrkirche. Sie gehört zum Dekanat Filipów im Bistum Ełk (Lyck) der Katholischen Kirche in Polen. Hier lebende evangelische Kirchenglieder gehören zur Kirchengemeinde in Gołdap, einer Filialgemeinde der Pfarrei in Suwałki in der Diözese Masuren der Evangelisch-Augsburgischen Kirche in Polen.

## Verkehr
Będziszewo ist von der Woiwodschaftsstraße 651 (Gołdap – Żytkiejmy (Szittkehmen, 1938–1945 Wehrkirchen)) aus über den Abzweig unweit von Linowo (Linnawen, 1938–1945 Linnau) über einen Landweg zu erreichen. Bis 1945 war Blindgallen (1938–1945 Schneegrund, polnisch: Błąkały) die nächste Bahnstation, die an der auch „Kaiserbahn“ genannten Bahnstrecke Goldap–Szittkehmen lag. Sie ist seit 1945 nicht mehr in Betrieb.